# 日本侧花海葵
日本侧花海葵（学名：Anthopleura japonica）为海葵科侧花海葵属的动物。分布于美国、日本，包括黄海、渤海、东海、南海沿海等海域，多固着于岩石缝隙中。